# Radeshë
Radeshë (serb. Радеша, Radeša) – wieś w Kosowie, w regionie Prizren, w gminie Dragaš. W 2011 roku liczyła 1224 mieszkańców. 